# Бадамалуш
Бадамалуш (порт. Badamalos)  —  район (фрегезия) в Португалии,  входит в округ Гуарда. Является составной частью муниципалитета  Сабугал. По старому административному делению входил в провинцию Бейра-Алта. Входит в экономико-статистический  субрегион Бейра-Интериор-Норте, который входит в Центральный регион. Население составляет 100 человек на 2001 год. Занимает площадь 13,39 км².
Покровителем района считается Апостол Варфоломей (порт. São Bartolomeu). 